# Z–37 Čmelák
A Zlín Z–37 Čmelák a csehszlovák, később cseh Let Kunovice és Moravan Otrokovice repülőgépgyárak 1960-as évek elején kifejlesztett mezőgazdasági repülőgépe. A mezőgazdasági feladatkör mellett többcélú repülőgépként is gyakran alkalmazzák, pl. vitorlázó-vontatásra.

## Története
A tervezőmunka 1961-ben kezdődött a Let és a Moravan repülőgépgyárak közös projektjeként, Ladislav Smrček vezetésével. A 235 kW (315 LE) teljesítményű Avia M462RF csillagmotorral felszerelt XZ–37 jelzésű prototípus 1963. június 29-én emelkedett először a levegőbe. Sorozatgyártása 1965-ben kezdődött el Z–37 típusjelzéssel. 1971-től gyártották Z–37A típusjellel a megerősített szerkezetű változatát. Ennek sorozatgyártása 1975-ig tartott, addig az összes gyártási darabszám 631 volt. 1983–1984 között felújították a sorozatgyártást. Összesen 677 db-ot gyártottak, beleértve a 27 db Z–37A–2 jelű kétüléses oktató változatot is.
1976-ban kezdték el egy gázturbinás modernizált változat kialakítását. A repülőgépet a csillagmotor helyett egy 515 kW-os (691 LE) Walter M–601B légcsavaros gázturbinával szerelték fel és jelentős szerkezeti módosításokat végeztek rajta. A szárny fesztávolságát 12,22 m-ről 13,6 m-re növelték, s szárnyvégek pedig wingleteket kaptak. Az XZ–37T jelzést kapott gázturbinás prototípus 1981-ben repült először OK–146-os lajstromjellel. 1982-ben további két prototípust (OK–072 és OK–074) építettek a repülési próbákhoz. A sorozatgyártása Z–37T Agro Turbo néven 1985-ben kezdődött el és 1994-ig tartott, ez idő alatt 51 darabot építettek, köztük néhány kétüléses Z–37T–2 oktató változatot. A sorozatgyártású példányokba a prototípustól eltérően a kisebb teljesítményű Walter M–601Z légcsavaros gázturbinát építették. A gép legutolsó változata a Z–137T Agro Turbo, szintén légcsavaros gázturbinával felszerelve.

## Alkalmazása

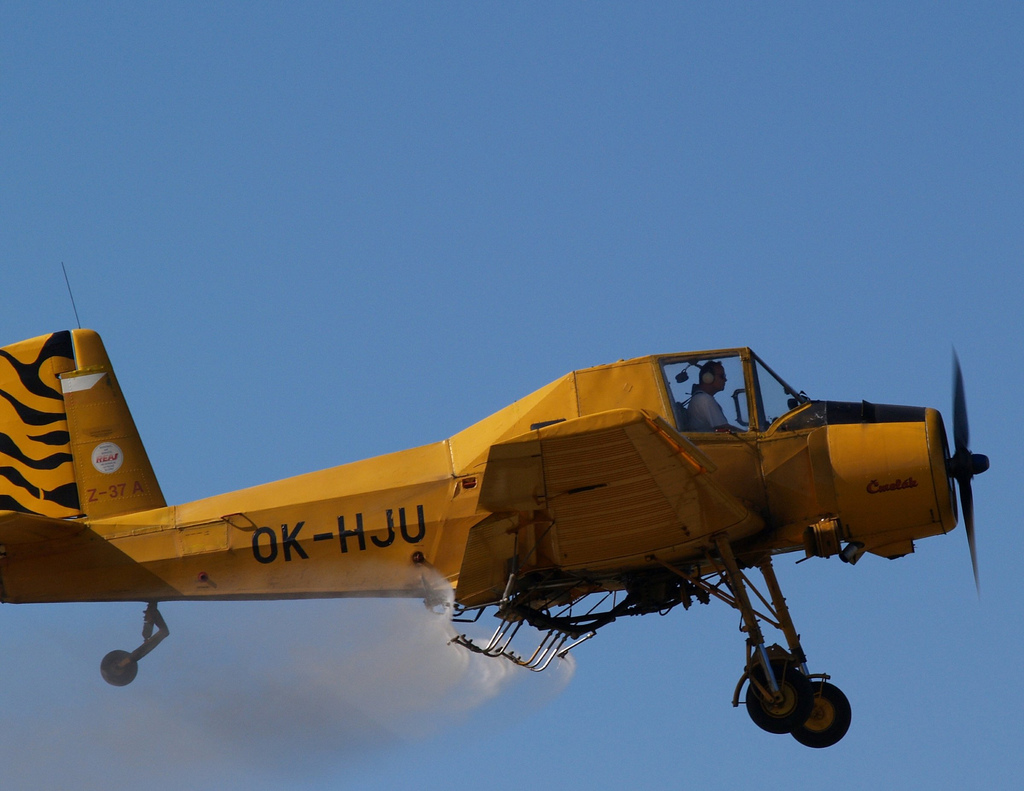
Cseh Z–37A Čmelák munka közben

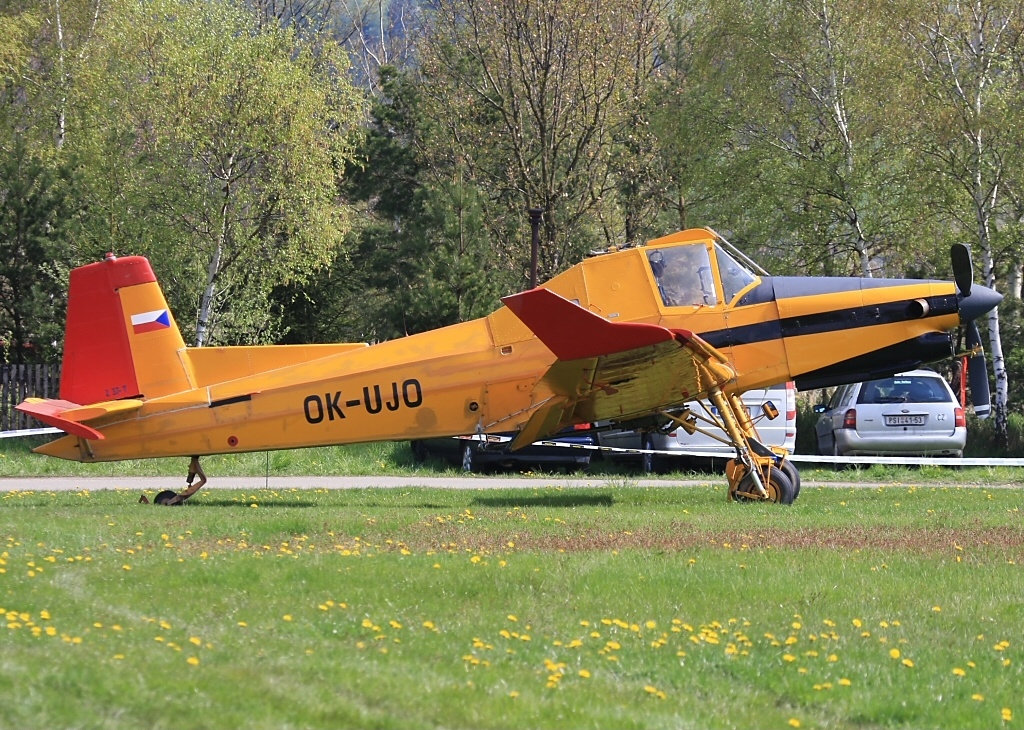
A gázturbinás Z–37T Agro Turbo változat

A típus fő üzemeltetője Csehszlovákia volt, de nagy mennyiségben exportálták is, főként a volt szocialista országokba. Az egykori és jelenlegi üzemeltetők között található Csehország és Szlovákia, valamint Bulgária, Finnország, India, Irak, Jugoszlávia, Magyarország, Nagy-Britannia és az NDK. A mezőgazdasági munkák (permetezés, porszórás) mellett egyéb feladatkörökben (légi megfigyelés, futár feladatok, vitorlázó-vontatás, a kétüléses változat esetén kiképzés) is alkalmazták.

### Magyarországi alkalmazása
A Z–37-est Magyarországon kezdetben a Repülőgépes Növényvédő Állomás (később: MÉM Repülőgépes Szolgálat) 1967-ben állította szolgálatba. Az 1980-as évek elejéig használták a nagyüzemi növényvédelemben. Magánvállalkozások és repülőklubok napjainkban is alkalmazzák.
A gázturbinás Z–137T változat az 1980-as, 1990-es évek fordulóján jelent meg Magyarországon. Mintegy tucatnyi áll szolgálatban repülőgépes cégeknél és vállalkozásoknál.
Magyarországon a Közlekedési Múzeum repüléstörténeti kiállításán látható egy múzeumi példánya. Ennek törzséről eltávolították a vászonborítást, így jól megfigyelhető a törzs rácsszerkezete. A DDR-SNB lajstromjelű gép az NDK-ból került Magyarországra 1984-ben.

## Szerkezeti kialakítása és műszaki jellemzői

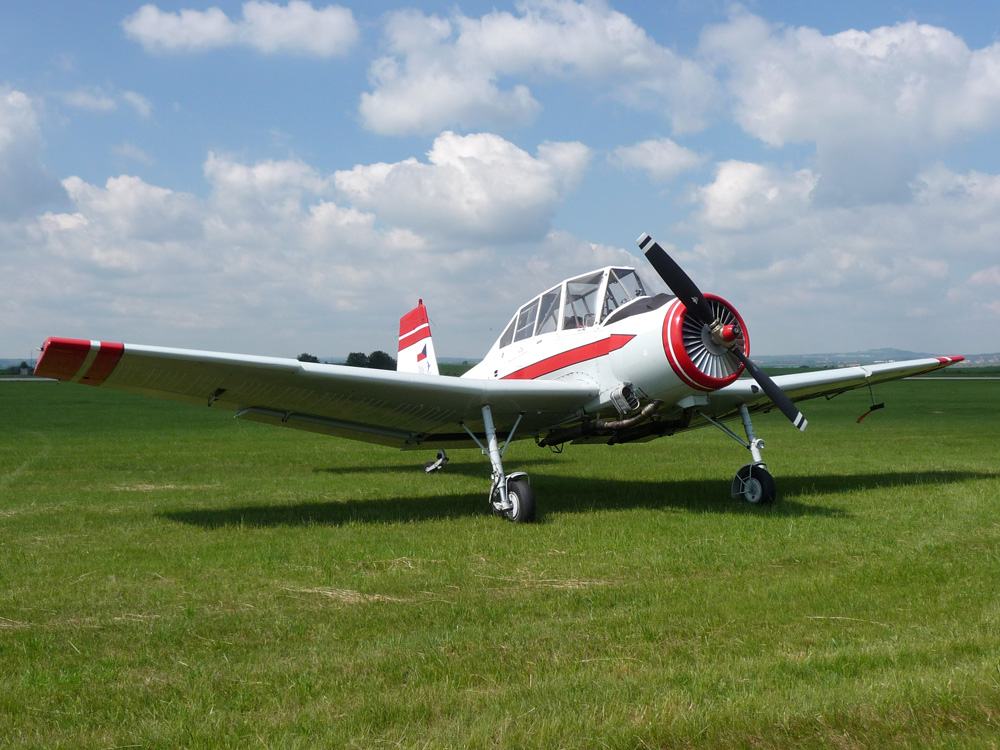
A háromszemélyes Z–37A–C3 változat

Alsószárnyas elrendezésű, szabadonhordó szárnyakkal felszerelt repülőgép. Az orrban elhelyezett Avia M462RF kilenchengeres csillagmotort a későbbi változatoknál Walter M–601Z légcsavaros gázturbinára cserélték. A motor, illetve a hajtómű kéttollú, változtatható állásszögű fém légcsavart forgat. A csillagmotoros változatnál a motor egy tengelykapcsolón és kardántengelyen keresztül közvetlenül hajtja a vegyszerszóró berendezést. A törzs hegesztett acél rácsszerkezet vászonborítással. A szárnyak és a vezérsíkok dural félhéj szerkezetek, a vezérsíkok kormányfelületei vászonborítást kaptak.
A motor mögött helyezték el a pilótafülkét, mellyel egybeépítve a vegyszertartály is helyett kapott. A pilótafülkében, a tartály mögött egy második ülést építettek be a szerelő részére, ez hátrafelé néz. A pilótafülke elhelyezése jó kilátást biztosít, de a repülőgép elrendezése nem szerencsés, mert a pilóta közvetlenül a motor mögött, illetve a motor és a vegyszertartály között foglal helyet. Ez baleset esetén a pilótafülke komolyabb roncsolódását okozhatja. Futóműve hagyományos, hárompontos elrendezésű, nem behúzható. A gázturbinás változatokon a pilótafülke előtt és a futóműveken drótvágó berendezéseket is elhelyeztek.

## Típusváltozatok
- XZ–37 – Az első prototípus.
- Z–37 – 1965–1971 közötti sorozatgyártású változat.
- Z–37A – 1971–1975, majd 1983–1984 között gyártott második széria-változat.
- Z–37A–2 – A Z–37A kiképző–oktató változata.
- Z–37A C3 – A Z–37A három személy szállítására alkalmas többcélú változata. A vegyszeres tartály helyére utasüléseket építettek be.
- XZ–37T – Walter M–601B légcsavaros gázturbinával felszerelt modernizált gázturbinás változat, 1981-ben repült először.
- Z–37T Agro Turbo – Walter M–601Z légcsavaros gázturbinával felszerelt sorozatgyártású változat, 1985–1987 között gyártották.
- Z–37T–2 – A Z–37T oktató és kiképző változata.
- Z–137 Agro Turbo – A Z–37T továbbfejlesztett változata.

## Műszaki adatok (Z–37A)

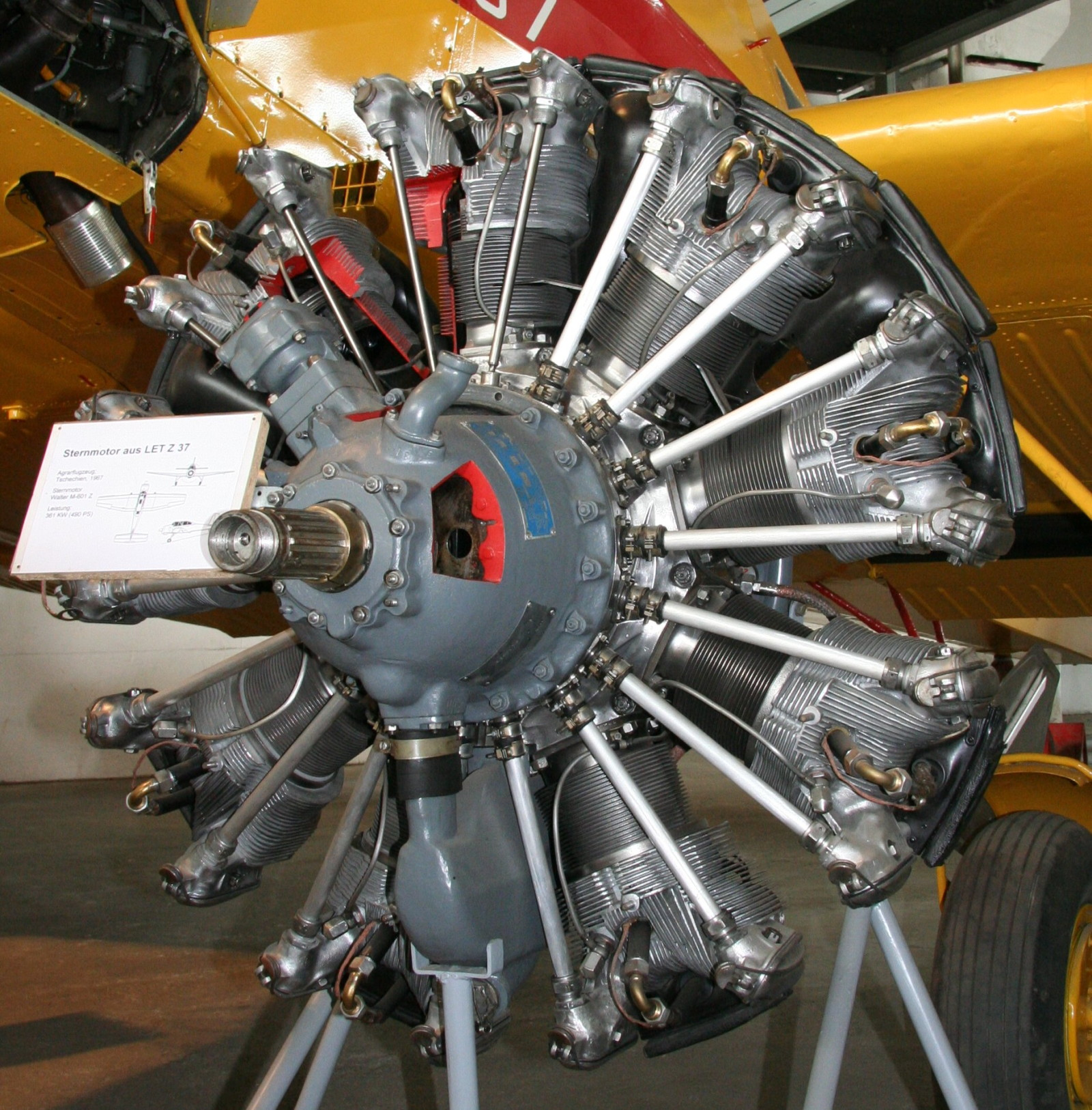
A Z–37 Avia M462RF motorja

### Tömeg- és méretadatok
- Fesztáv: 12,22 m
- Hossz: 8,55 m
- Szárnyfelület: 23,80 m²
- Magasság: 2,90 m
- Üres tömeg: 1043 kg
- Legnagyobb felszállótömeg: 1850 kg
- Hasznos terhelés: 600 kg
- Üzemanyagtartály: 250 l

### Motor
- Motor típusa: Avia M462RF kilenchengeres, feltöltős, léghűtéses csillagmotor
- Motorok száma: 1 db
- Maximális teljesítmény: 235 kW (315 LE)
- Üzemanyagfogyasztás: utazósebességnél 52 l/h, maximális motorteljesítménynél 110 l/h

### Repülési adatok
- Gazdaságos utazósebesség: 183 km/h
- Maximális sebesség: 210 km/h
- Átesési sebesség: 81 km/h
- Emelkedőképesség: 4,7 m/s
- Szolgálati csúcsmagasság: 4000 m
- Hatótávolság: 640 km
- Felszállási úthossz: terheletlenül kevesebb mint 100 m, hasznos terheléssel legalább 125 m
- Kigurulási úthossz: kevesebb mint 100 m

## Hasonló repülőgépek
- PZL–106 Kruk
- PZL M–18 Dromader
- Piper PA–25

## Külső hivatkozások
- A LET Aircraft Industries honlapja
- Moravan Aviation s.r.o. Honlapja